# Jawiszów (przystanek kolejowy)
Jawiszów – zamknięty w 1954 roku oraz zlikwidowany w 1992 przystanek osobowy a dawniej stacja kolejowa w Jawiszowie na linii kolejowej nr 330, w województwie dolnośląskim, w Polsce.